# Költjärnen (Våmhus socken, Dalarna)
Költjärnen är en sjö i Mora kommun i Dalarna och ingår i Ljusnans huvudavrinningsområde.